# Campeonato de Fútbol Playa de Conmebol 2017
El Campeonato de Fútbol Playa de Conmebol 2017 se disputó en la ciudad de Asunción, Paraguay, entre el 5 y el 12 de febrero. El torneo también sirvió como vía de clasificación para la Copa Mundial de Fútbol Playa FIFA 2017, otorgando un lugar para los primeros tres países.

## Equipos participantes
| Equipos participantes | Equipos participantes | Equipos participantes | Equipos participantes | Equipos participantes |
| --------------------- | --------------------- | --------------------- | --------------------- | --------------------- |
| Argentina             | Bolivia               | Chile                 | Paraguay              | Uruguay               |
| Brasil                | Colombia              | Ecuador               | Perú                  | Venezuela             |

## Primera fase

### Grupo A
| Pos. | Equipo          | Pts. | PJ | G | W+ | WP | P | GF | GC | Dif. | Clasificación  |
| ---- | --------------- | ---- | -- | - | -- | -- | - | -- | -- | ---- | -------------- |
| 1    | Paraguay (H, Q) | 12   | 4  | 4 | 0  | 0  | 0 | 23 | 8  | +15  | Semifinales    |
| 2    | Argentina (Q)   | 9    | 4  | 3 | 0  | 0  | 1 | 16 | 13 | +3   | Semifinales    |
| 3    | Uruguay (E)     | 6    | 4  | 2 | 0  | 0  | 2 | 20 | 18 | +2   | Lugares 5º-10º |
| 4    | Chile (E)       | 3    | 4  | 1 | 0  | 0  | 3 | 17 | 20 | −3   | Lugares 5º-10º |
| 5    | Bolivia (E)     | 0    | 4  | 0 | 0  | 0  | 4 | 9  | 26 | −17  | Lugares 5º-10º |

 Fuente: CONMEBOL
Criterios de clasificación: 1) Puntos; 2) Enfrentamiento directo; 3) Diferencia de goles; 4) Goles anotados; 5) Gol diferencia en el grupo; 6) Goles anotados en el grupo; 7) Expulsiones; 8) Amonestaciones; 9) Sorteo (Reglamento, Artículo XII B).
| 5 de febrero de 2016, 18:15 | Argentina                                                    | 5:4                       | Chile                                        | Court Central del Y&GC Paraguayo, Asunción |             |
|                             | Medero 12' 24' · Benaducci 12' · Hilaire 24' · Rodríguez 28' | ( 2:1, 2:1, 1:2 ) Reporte | Soto 10' · Prieto 14' · Vega 28' · Durán 36' | Árbitro(s):                                | Árbitro(s): |

| 5 de febrero de 2016, 20:45 | Bolivia                | 2:4                       | Paraguay                                          | Court Central del Y&GC Paraguayo, Asunción |             |
|                             | Morón 13' · Suárez 20' | ( 0:1, 2:1, 0:2 ) Reporte | Sánchez 11' · Barreto 16' · Rolón 26' · Morán 35' | Árbitro(s):                                | Árbitro(s): |

| 6 de febrero de 2016, 18:15 | Chile                                                   | 6:3                       | Bolivia                     | Court Central del Y&GC Paraguayo, Asunción |             |
|                             | Belaunde 4' 25' 33' · Prieto 25' · Vega 28' · Durán 36' | ( 1:1, 0:1, 5:1 ) Reporte | Castedo 5' 14' · Alpire 32' | Árbitro(s):                                | Árbitro(s): |

| 6 de febrero de 2017, 20:45 | Argentina                                 | 4:3                       | Uruguay                                 | Court Central del Y&GC Paraguayo, Asunción |             |
|                             | Hilaire 1' 23' · Medero 23' · De Sosa 33' | ( 1:0, 2:1, 1:2 ) Reporte | Matías 15' · Fabricio 26' · Catardo 36' | Árbitro(s):                                | Árbitro(s): |

| 7 de febrero de 2017, 18:15 | Uruguay                                                                                       | 11:3                      | Bolivia                              | Court Central del Y&GC Paraguayo, Asunción |             |
|                             | Ricar 3' 14' 35' · Maycol 3' · Catardo 3' 13' · Matías 16' 24' · Fabricio 17' · Tonga 22' 23' | ( 3:0, 7:2, 1:1 ) Reporte | López 17' · Guardia 19' · Alpire 32' | Árbitro(s):                                | Árbitro(s): |

| 7 de febrero de 2017, 20:45 | Paraguay                                                                               | 7:3                       | Chile                              | Court Central del Y&GC Paraguayo, Asunción |             |
|                             | C. Carballo 13' · Ojeda 17' · Morán 18' · Rolón 20' 32' · Barreto 23' · Echeverría 34' | ( 0:1, 5:0, 2:2 ) Reporte | Vega 5' · Flores 32' · Benítez 34' | Árbitro(s):                                | Árbitro(s): |

| 8 de febrero de 2017, 18:15 | Argentina                         | 5:1                       | Bolivia      | Court Central del Y&GC Paraguayo, Asunción |             |
|                             | Rodríguez 11' 18' · Arana 31' 32' | ( 2:0, 1:1, 2:0 ) Reporte | Zambrano 17' | Árbitro(s):                                | Árbitro(s): |

| 8 de febrero de 2017, 20:45 | Paraguay                                                                         | 7:1                       | Uruguay  | Court Central del Y&GC Paraguayo, Asunción |             |
|                             | J. López 1' · González 6' · Morán 14' · Zayas 19' · Ojeda 23' · Carballo 23' 35' | ( 2:1, 4:0, 1:0 ) Reporte | Tonga 8' | Árbitro(s):                                | Árbitro(s): |

| 9 de febrero de 2017, 18:15 | Uruguay                                            | 5:4                       | Chile                                 | Court Central del Y&GC Paraguayo, Asunción |             |
|                             | Pampero 3' · Tonga 8' 15' · Catardo 12' · Juan 21' | ( 3:1, 1:0, 1:3 ) Reporte | Belaunde 11' 34' 36' · Echeverría 28' | Árbitro(s):                                | Árbitro(s): |

| 9 de febrero de 2017, 20:45 | Paraguay                                                         | 5:2                       | Argentina               | Court Central del Y&GC Paraguayo, Asunción |             |
|                             | P. Morán 6' · Ojeda 7' · Moran 11' · Carballo 15' · J. López 24' | ( 3:1, 2:1, 0:0 ) Reporte | Medero 6' · Hilaire 24' | Árbitro(s):                                | Árbitro(s): |

### Grupo B
| Pos. | Equipo        | Pts. | PJ | G | W+ | WP | P | GF | GC | Dif. | Clasificación  |
| ---- | ------------- | ---- | -- | - | -- | -- | - | -- | -- | ---- | -------------- |
| 1    | Brasil (Q)    | 12   | 4  | 4 | 0  | 0  | 0 | 37 | 8  | +29  | Semifinales    |
| 2    | Ecuador (Q)   | 7    | 4  | 2 | 0  | 1  | 1 | 15 | 21 | −6   | Semifinales    |
| 3    | Perú (E)      | 6    | 4  | 2 | 0  | 0  | 2 | 11 | 18 | −7   | Lugares 5º-10º |
| 4    | Colombia (E)  | 3    | 4  | 1 | 0  | 0  | 3 | 16 | 20 | −4   | Lugares 5º-10º |
| 5    | Venezuela (E) | 0    | 4  | 0 | 0  | 0  | 4 | 8  | 20 | −12  | Lugares 5º-10º |

 Fuente: CONMEBOL
Criterios de clasificación: 1) Puntos; 2) Enfrentamiento directo; 3) Diferencia de goles; 4) Goles anotados; 5) Gol diferencia en el grupo; 6) Goles anotados en el grupo; 7) Expulsiones; 8) Amonestaciones; 9) Sorteo (Reglamento, Artículo XII B).
| 5 de febrero de 2017, 17:00 | Ecuador                                      | 6:6 (1:1 t. s.)(2:1 p.)    | Colombia                                                 | Court Central del Y&GC Paraguayo, Asunción |             |
|                             | Mera 3' · Bailón 6' 8' 11' 32' · Moreira 37' | ( 4:2, 0:2, 1:1 ) Reporte  | Zuleta 6' 16' · Medrano 12' · Ortega 22' 30' · Pardo 39' | Árbitro(s):                                | Árbitro(s): |
|                             |                                              | Tiros desde el punto penal |                                                          |                                            |             |
|                             | Bailón · Álava · Cedeño                      |                            | Ortega · Medrano · Zuleta                                |                                            |             |

| 5 de febrero de 2017, 19:30 | Venezuela                   | 2:6                       | Brasil                                                           | Court Central del Y&GC Paraguayo, Asunción |             |
|                             | Centeno 24' · Rodríguez 34' | ( 0:2, 1:3, 1:1 ) Reporte | Catarino 1' · Lucão 11' 17' 28' · Bruno Xavier 22' · Rodrigo 23' | Árbitro(s):                                | Árbitro(s): |

| 6 de febrero de 2017, 17:00 | Colombia                     | 3:2                       | Venezuela                 | Court Central del Y&GC Paraguayo, Asunción |             |
|                             | Rebellón 6' 10' · Torres 18' | ( 2:1, 1:0, 0:1 ) Reporte | Vaamonde 3' · Centeno 31' | Árbitro(s):                                | Árbitro(s): |

| 6 de febrero de 2017, 19:30 | Ecuador                             | 3:2                       | Perú                  | Court Central del Y&GC Paraguayo, Asunción |             |
|                             | Gallegos 8' · Bailón 10' · Vera 30' | ( 2:0, 0:1, 1:1 ) Reporte | Drago 15' · Vidal 36' | Árbitro(s):                                | Árbitro(s): |

| 7 de febrero de 2017, 17:00 | Perú                                                               | 6:2                       | Venezuela    | Court Central del Y&GC Paraguayo, Asunción |             |
|                             | Castro 4' 10' · Moscoso 21' · Delgado 23' · Vidal 25' · García 36' | ( 2:1, 2:0, 2:1 ) Reporte | Muñoz 2' 36' | Árbitro(s):                                | Árbitro(s): |

| 7 de febrero de 2017, 19:30 | Brasil | 9:5                       | Colombia                                       | Court Central del Y&GC Paraguayo, Asunción |             |
|                             | Mauricinho 3' 26' · Catarino 9' · Datinha 10' 21' · Lucão 22' · Daniel 23' · Rodrigo 24' · Bruno Xavier 26' | ( 3:0, 4:2, 2:3 ) Reporte | Medrano 16' · Ortega 23' 34' 35' · Riascos 32' | Árbitro(s):                                | Árbitro(s): |

| 8 de febrero de 2017, 17:00 | Ecuador                                                   | 5:2                       | Venezuela    | Court Central del Y&GC Paraguayo, Asunción |             |
|                             | Gallegos 6' · Moreira 18' 32' · Bailón 30' · Cevallos 30' | ( 1:1, 1:0, 3:1 ) Reporte | Muñoz 1' 25' | Árbitro(s):                                | Árbitro(s): |

| 8 de febrero de 2017, 19:30 | Brasil | 11:0                      | Perú | Court Central del Y&GC Paraguayo, Asunción |             |
|                             | Fernando DDI 5' · Mauricinho 7' 19' · Lucão 12' 25' · Bruno Xavier 21' · Rodrigo 21' 35' · Lucas 28' 30' · Bokinha 36' | ( 3:0, 3:0, 5:0 ) Reporte |      | Árbitro(s):                                | Árbitro(s): |

| 9 de febrero de 2017, 17:00 | Perú                       | 3:2                       | Colombia                  | Court Central del Y&GC Paraguayo, Asunción |             |
|                             | Vidal 8' 13' · Moscoso 36' | ( 1:1, 1:1, 1:0 ) Reporte | Riascos 7' · Rebellón 18' | Árbitro(s):                                | Árbitro(s): |

| 9 de febrero de 2017, 19:30 | Brasil                                                                                     | 11:1                      | Ecuador     | Court Central del Y&GC Paraguayo, Asunción |             |
|                             | Mauricinho 8' 24' 29' · Daniel 10' · Bokinha 17' 22' 33' · Rodrigo 28' 29' 36' · Lucão 35' | ( 2:1, 3:0, 6:0 ) Reporte | Moreira 12' | Árbitro(s):                                | Árbitro(s): |

## Fase final

### Cuadro general
|  | Semifinales | Semifinales | Semifinales |          |        | Final        | Final        | Final        |  |
|  |             |             |             |          |        |              |              |              |  |
|  |             |             |             |          |        |              |              |              |  |
|  | Brasil      | Brasil      | 7           |          |        |              |              |              |  |
|  | Brasil      | Brasil      | 7           |          |        |              |              |              |  |
|  | Argentina   | Argentina   | 1           |          |        |              |              |              |  |
|  | Argentina   | Argentina   | 1           |          | Brasil | Brasil       | 7            |              |  |
|  |             |             |             |          | Brasil | Brasil       | 7            |              |  |
|  |             |             | Paraguay    | Paraguay | 5      |              |              |              |  |
|  | Paraguay    | Paraguay    | Paraguay    | Paraguay | 5      | 5            |              |              |  |
|  | Paraguay    | Paraguay    |             |          |        | 5            |              |              |  |
|  | Ecuador     | Ecuador     | 3           |          |        | Tercer lugar | Tercer lugar | Tercer lugar |  |
|  | Ecuador     | Ecuador     | 3           |          |        | Tercer lugar | Tercer lugar | Tercer lugar |  |
|  |             |             |             |          |        |              |              |              |  |
|  |             |             |             |          |        | Argentina    | Argentina    | 4 (0)        |  |
|  |             |             |             |          |        | Argentina    | Argentina    | 4 (0)        |  |
|  |             |             |             |          |        | Ecuador      | Ecuador      | 4 (1)        |  |
|  |             |             |             |          |        | Ecuador      | Ecuador      | 4 (1)        |  |
|  |             |             |             |          |        |              |              |              |  |

### Quinto al octavo lugar
|  | Cruces 5.º al 8.º puesto | Cruces 5.º al 8.º puesto | Cruces 5.º al 8.º puesto |          |       | Quinto puesto  | Quinto puesto  | Quinto puesto  |  |
|  |                          |                          |                          |          |       |                |                |                |  |
|  |                          |                          |                          |          |       |                |                |                |  |
|  | Chile                    | Chile                    | 10                       |          |       |                |                |                |  |
|  | Chile                    | Chile                    | 10                       |          |       |                |                |                |  |
|  | Perú                     | Perú                     | 4                        |          |       |                |                |                |  |
|  | Perú                     | Perú                     | 4                        |          | Chile | Chile          | 8              |                |  |
|  |                          |                          |                          |          | Chile | Chile          | 8              |                |  |
|  |                          |                          | Colombia                 | Colombia | 7     |                |                |                |  |
|  | Uruguay                  | Uruguay                  | Colombia                 | Colombia | 7     | 4              |                |                |  |
|  | Uruguay                  | Uruguay                  |                          |          |       | 4              |                |                |  |
|  | Colombia                 | Colombia                 | 7                        |          |       | Séptimo puesto | Séptimo puesto | Séptimo puesto |  |
|  | Colombia                 | Colombia                 | 7                        |          |       | Séptimo puesto | Séptimo puesto | Séptimo puesto |  |
|  |                          |                          |                          |          |       |                |                |                |  |
|  |                          |                          |                          |          |       | Perú           | Perú           | 4              |  |
|  |                          |                          |                          |          |       | Perú           | Perú           | 4              |  |
|  |                          |                          |                          |          |       | Uruguay        | Uruguay        | 3              |  |
|  |                          |                          |                          |          |       | Uruguay        | Uruguay        | 3              |  |
|  |                          |                          |                          |          |       |                |                |                |  |

### Noveno lugar
|  | Noveno puesto |           |   |  |
|  |               |           |   |  |
|  | Bolivia       | Bolivia   | 0 |  |
|  | Bolivia       | Bolivia   | 0 |  |
|  | Venezuela     | Venezuela | 6 |  |
|  | Venezuela     | Venezuela | 6 |  |

### Cruces por el quinto puesto
| 10 de febrero de 2017, 19:30 | Chile                                                                           | 10:4                      | Perú                                   | Court Central del Y&GC Paraguayo, Asunción |             |
|                              | Argote 2' · Flores 4' 12' 24' · Argote 8' · Soto 15' 21' · Belaunde 15' 21' 31' | ( 4:2, 5:1, 1:1 ) Reporte | Vidal 2' 24' · Castro 4' · Delgado 36' | Árbitro(s):                                | Árbitro(s): |

| 10 de febrero de 2017, 20:45 | Uruguay                                    | 4:7                       | Colombia                                                             | Court Central del Y&GC Paraguayo, Asunción |             |
|                              | Tonga 8' · Catardo 28' 33' · Vallarino 33' | ( 1:3, 0:2, 3:2 ) Reporte | Ortega 1' · Anaya 8' · Pardo 16' · Riascos 20' 28' 33' · Galindo 22' | Árbitro(s):                                | Árbitro(s): |

### Semifinales
| 11 de febrero de 2017, 19:30 | Brasil                                                                            | 7:1                       | Argentina   | Court Central del Y&GC Paraguayo, Asunción |             |
|                              | Daniel 6' · Catarino 8' · Mauricinho 9' · Bokinha 17' · Lucão 23' · Lucas 30' 36' | ( 2:0, 3:0, 2:1 ) Reporte | Hilaire 30' | Árbitro(s):                                | Árbitro(s): |

| 11 de febrero de 2017, 20:45 | Paraguay                                     | 5:3 (2:0 t. s.)           | Ecuador                          | Court Central del Y&GC Paraguayo, Asunción |             |
|                              | Carballo 1' 37' 38' · Sánchez 1' · López 20' | ( 2:0, 1:1, 0:2 ) Reporte | · Gallegos 18' 27' · Moreira 32' | Árbitro(s):                                | Árbitro(s): |

### Noveno puesto
| 10 de febrero de 2017, 18:15 | Bolivia | 0:6                       | Venezuela                                              | Court Central del Y&GC Paraguayo, Asunción |             |
|                              |         | ( 0:0, 0:3, 0:3 ) Reporte | Centeno 21' 23' 24' · Rodríguez 25' · Vaamonde 32' 34' | Árbitro(s):                                | Árbitro(s): |

### Séptimo puesto
| 11 de febrero de 2017, 18:15 | Perú                                           | 4:3 (1:0 t. s.)           | Uruguay                       | Court Central del Y&GC Paraguayo, Asunción |             |
|                              | García 7' · Arteaga 9' · Vidal 35' · Drago 38' | ( 2:0, 0:0, 1:3 ) Reporte | · Tonga 34' 36' · Pampero 36' | Árbitro(s):                                | Árbitro(s): |

### Quinto puesto
| 12 de febrero de 2017, 18:15 | Chile                                                                                  | 8:7               | Colombia                                                         | Court Central del Y&GC Paraguayo, Asunción |             |
|                              | · Belaunde 2', 24' · Albuerno 5', 20' · Argote 22' · Abarca 27' · Durán 33' · Soto 35' | ( 2:2, 4:2, 2:3 ) | · Ortega 4' 7' 33' · Rebellón 11', 19' · Pardo 14' · Riascos 27' | Árbitro(s):                                | Árbitro(s): |

### Tercer puesto
| 12 de febrero de 2017, 19:30 | Argentina                         | 4:4 (t. s.)(0:0 t. s.)(0:1 p.) | Ecuador                           | Court Central del Y&GC Paraguayo, Asunción |             |
|                              | Benaducci 3' 18' · Medero 16' 34' | ( 1:1, 2:2, 1:1 )              | Moreira 4' 24' 34' · Gallegos 20' | Árbitro(s):                                | Árbitro(s): |
|                              |                                   | Tiros desde el punto penal     |                                   |                                            |             |
|                              | Medero · Rodríguez · Galván       |                                | Alava · Moreira · Bailón          |                                            |             |

### Final
| 12 de febrero de 2017, 20:45 | Brasil                                                                 | 7:5               | Paraguay                           | Court Central del Y&GC Paraguayo, Asunción |             |
|                              | Bruno Xavier 2' 11' 31' · Rodrigo 11' 36' · Lucão 15' · Mauricinho 24' | ( 3:1, 2:3, 2:1 ) | Morán 5' 13' 20' 21' · Sánchez 34' | Árbitro(s):                                | Árbitro(s): |

Brasil

Campeón

6.º título

## Clasificados al Mundial de Fútbol Playa 2017
| Bandera de Brasil | Bandera de Paraguay | Bandera de Ecuador |
| Brasil            | Paraguay            | Ecuador            |
|                   |                     |                    |
| Campeón           | Subcampeón          | Tercer puesto      |

## Cobertura
La cobertura del Clasificación del Mundial de Fútbol de Playa fue transmitida en directo para toda Sudamérica 

### Televisión
Paraguay: Tigo Sports transmitió en vivo todos los partidos a través de la plataforma Tigo Sports Play, mientras que LaTele también transmitió en directo los partidos más importantes del certamen incluido todos los partidos de los Pynandi 

#### Otros países
- Sudamérica: DirecTV Sports 2 (todos los partidos y excepto en Brasil)
- Argentina: TyC Sports Play (todos los partidos) y DeporTV (Solo partidos de Argentina)
- Brasil: SporTV (todos los partidos) y SBT (Solo partidos de Brasil)
- Uruguay: VTV